# Hibridni rat protiv Europske unije
Hibridni rat protiv Europske unije (ili "specijalni rat protiv Europske unije") je termin koji označava subverzivne aktivnosti kojima se nastoji utjecati na sustave odlučivanja, gospodarsku i socijalnu stabilnost Europske unije i njenih članica.
Europska unija je u travnju 2018. godine usvojila Zajedničku osnovu za borbu protiv hibridnih prijetnji i unaprjeđenje otpornosti EU, povodom koje se na stranicama Europske unije precizira da hibridna djelovanja protiv EU obuhvaćaju "mješavinu konvencionalnih i nekonvencionalnih, vojnih i ne-vojnih, otvorenih i prikrivenih aktivnosti koja mogu biti korištene na koordinirani način od državnih ili ne-državnih čimbenika radi postizanja određenih ciljeva, pri čemu ostaju ispod praga formalno proglašenoga rata a koje aktivnosti ciljaju kritične ranjivosti i nastoje kreirati zbunjenost u svrhu otežavanja brzog i djelotvornog donošenja odluka, te koje mogu obuhvatiti široki spektar mjera - od informatičkih napada na ključne informacijske sustave, preko prekida u radu ključnih infrastruktura poput energetskih ili financijski, do podrivanja javnog povjerenja u državne ustanove ili zlouporabe socijalnih poteškoća". Na zaštiti od aktivnosti specijalnog rata, članice Europske unije surađuju također i u sklopu obrambenog NATO saveza.
Od vremena svojega nastanka krajem 1950-ih godina je bila izložena obavještajnim, subverzivnim i terorističkim aktivnostima organiziranim i/ili poticanim od Istočnog bloka, u sklopu tzv. hladnog rata. Te su aktivnosti u velikoj mjeri jenjale nakon raspada Istočnog bloka, ali su s vremenom nastale nove prijetnje.

## Hibridni rat protiv Europske unije danas
Najopasniji primjeri hibridnog ratovanja protiv Europske unije su teroristički akti koji na meti imaju ljudske živote. Oni se stalno ponavljaju, ponajviše u najvećim zemljama EU. Zadnjih godina se tu ističe prijetnja od islamskog terorizma, napose onoga vezanog uz tzv. Islamsku državu.
Slijede napadi kojima je cilj izazivanje imovinske štete, često na infrastrukturi. Tako je norveška kompanija Maersk pretrpjela zbog internetskog napada 2017. štetu od 250 milijuna eura, a napad dronom radi ometanja prometa na londonskom aerodromu Gatwick je nanio štetu od 17 milijuna eura.
U godišnjem Javnom izvješću hrvatske Sigurnosno-obavještajne agencije za 2019. god. iznosi se: “Članice NATO-a i EU često su pod napadima malicioznih kibernetičkih kampanja koje imaju za cilj probijanje u zaštićene informacijske i komunikacijske sustave, pa je tako i Republika Hrvatska bila meta niza kibernetičkih napada posljednjih godina. Radi se o tzv. APT napadima (Advanced Persistent Threat - napredna trajna prijetnja) koje karakterizira visoka razina stručnosti i prikrivenosti u dužem razdoblju, vrlo složena organizacija i plan napada koji obuhvaća pažljivu selekciju mete (vladina tijela, kritična infrastruktura i sl.)... Zbog njihove složenosti i troškova, opravdano se sumnja da su APT napadi sponzorirani od strane pojedinih država... SOA sudjeluje u proaktivnoj kibernetičkoj zaštiti ključnih državnih tijela. Naveden oje rezultiralo otkrivanjem više napada u najranijoj fazi ... S obzirom na predsjedanje Republike Hrvatske Vijećem EU u 2020. godini, a imajući u vidu mete dosadašnjih APT napada, postoji rizik povećavanja učestalosti APT napada na informacijske i komunikacijske sustave državnih tijela Republike Hrvatske." (str. 26)...
Isto izvješće nastavlja o dezinformacijama koje se plasiraju u prostor EU u sklopu hibridnog djelovanja: "U javni informacijski i medijski prostor povremeno se plasiraju fragmentirani podaci, lažne ili iskrivljene vijesti kojima se pokušava nametnuti viđenje nekog događaja i/ili mijenjati svijest i stavovi kod javnosti, a u kojima se Republiku Hrvatsku, EU i NATO prikazuje u negativnom svjetlu. Cilj ovih medijskih objava je utjecaj na stabilnost hrvatskih državnih institucija i regionalnog okruženja, lažno prikazivanje Republike Hrvatske kao nevjerodostojne članice NATO-a i EU te slabljenje euroatlantskog i europskog zajedništva." (str. 14)
U godišnjem Javnom izvješću SOA-e za 2020. god. navodi se kako hibridna djelovanja protiv EU uključuju ustrajno plasiranje dezinformacija i kibernetičke napade, ali da se primjerice vojnoj obavještajnoj službi Ruske Federacije (GRU) pripisuje izazivanje eksplozija u skladištima strjeljiva u Češkoj 2014. i Bugarskoj od 2011. do 2020. god., ubojstva raznih osoba u zemljama EU, te involviranost u pokušaj državnog udara kojim se pokušalo spriječiti ulazak Crne Gore u NATO pakt 2016. godine.
NATO pakt i Europska unija razmatraju i hibridne prijetnje od država s kojima ima dobre odnose (poput Kine) ili barem miroljubive odnose (poput Rusije, koja je nakon Aneksije Krima 2014. godine pod gospodarskim sankcijama EU), ali koje zbog razlika u političkom uređenju i drugih geopolitičkih razloga predstavljaju geopolitičke suparnike Europskoj uniji i njenim saveznicima. U pogledu Rusije, opaža se da je ona drugdje u svijetu pokazala spremnost da pribjegne otvorenom korištenju vojne sile, a u pogledu članica NATO pakta pribjegava elektroničkim ("cyber-) napadima, prikrivenim subverzivnim operacijama i propagandnom ratovanju. Na osobitoj meti hibridnih aktivnosti iz Rusije nalaze se Estonija i Latvija, koje su u neposrednom susjedstvu Rusije i imaju značajnu rusku nacionalnu manjinu.

## Vanjske poveznice
- A Europe that Protects: Countering Hybrid Threats, na službenim stranicama European External Action Service (EEAS), pristupljeno 18. prosinca 2020.
- Hybrid Threats, službene stranice European Union Institute for Security Studies (EUISS), 18. studenog 2020.
- European Union Terrorism Situation and Trend Report (TE-SAT) 2020, EUROPOL, službene stranice EUROPOL -a, pristupljeno 18. prosinca 2020.
- Strateška komunikacija EU za borbu protiv propagande koju protiv nje provode treće strane (2016/2030(INI)), Europski parlament